# أومان (أوكرانيا)

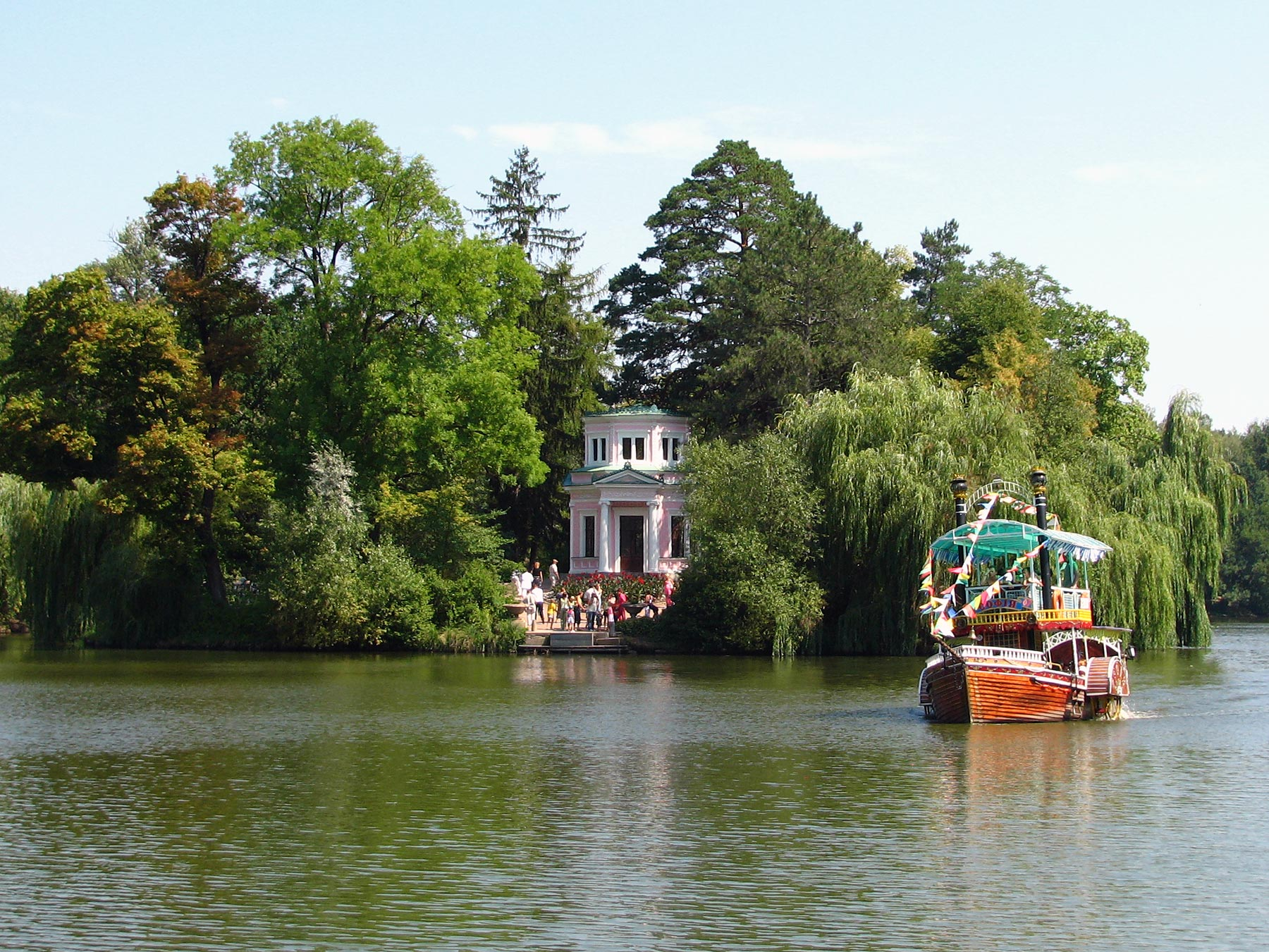
متنزه سوفيفسكي. أحد أشهر المتنزهات في أُمان

أُومان (بالأوكرانية: У́мань) مدينة أوكرانية، مركز منطقة أومان في محافظة تشيركاسي في وسط أوكرانيا، إلى الشرق من فينيتسا في أوكرانيا. تقع أومان على ضفاف نهر أومانكا. يبلغ عدد سكان أومان نحو 87.7 ألف نسمة (سنة 2007).

## تاريخ
عُرِفَت أومان منذ عام 1616 بكونها قلعة بُنِيَت لصد هجمات التتار.

## مدن متوأمة
- بولندا، جنيزنو.
- بولندا، واينتسوت [الإنجليزية].
- المملكة المتحدة، ملفورد هيفن.
- الولايات المتحدة، دافيس.

## أعلام
- فولوديمير أوستابتشوك
- مارك زبوروسكي
- موريس بندر